# Sofía Bozán
Sofía Bozán (Sofía Isabel Bergero; * 5. November 1904 in Buenos Aires; † 9. Juli 1958), bekannt als La Negra, war eine argentinische Tangosängerin und Schauspielerin.

## Leben und Wirken
Bozán begann ihre Laufbahn in den 1920er Jahren als Chorusmitglied der Schauspieltruppe Vittone-Pomar. Ihren Namen übernahm sie von ihrer Cousine, der Schauspielerin Olinda Bozán. Sie wechselte dann zur Truppe der Schauspieler Enrique Muiño und Elías Alippi, wo sie 1926 als Sängerin mit dem Tango Canillita canillita von Tomás De Bassi und Antonio Botta debütierte. 1927 trat sie mit Elías Alippis Ensemble in Pascual Contursis Stück Saltó la Bola auf und sang dort den Tango Un tropezón von Raúl de los Hoyos und Luis Bayón Herrera. Ab 1929 nahm sie bei Alfredo Améndolas Label Electra Tangos mit Francisco Pracánicos Orchester und einige Folksongs mit Gitarrenbegleitung auf. Weitere Aufnahmen entstanden 1930 beim Label Odeon.
Am Teatro Sarmiento schloss sich Bozán der Revuecompanie von Manuel Romero und Luis Bayón Herrera an, mit der sie 1931 eine Tournee durch Spanien und Frankreich unternahm. In Frankreich debütierte sie 1931 als Schauspielerin neben Carlos Gardel und Julio De Caro in dem Film Luces de Buenos Aires. Nach ihrer Rückkehr nach Buenos Aires ging sie zum Teatro Maipo. Diesem blieb sie als Alma del Maipo (Seele ds Maipo) bis zu ihrem Tode verbunden.
Daneben wirkte sie in zahlreichen Filmproduktionen mit, so Loco lindo (mit Luis Sandrini), Puerto Nuevo (mit Pepe Arias und dem Sänger Charlo), Los muchachos und Carnaval de Antaño (mit Charlo), Elvira Fernández, vendedora de tienda (mit Paulina Singerman), La Calle Corrientes und El Patio de la Morocha.